# Tobogan (pořad)
Tobogan je zábavná talkshow Českého rozhlasu určená posluchačům bez rozdílu věku. Premiéra je vysílána každou sobotu v 11.05 hodin na stanici Český rozhlas Dvojka. Pořad je reprízován každou sobotu v 00.10 hodin opět na stanici Český rozhlas Dvojka. Název a koncepci vymyslel tehdejší dramaturg redakce zábavy Ivan Rössler v roce 1990 přímo pro moderátora Tomáše Slámu. Oslovil také hudebníka Otakara Olšaníka, sdělil mu svou vizi a požádal ho o znělku. Ta poté ve zkrácené podobě pořad otevírala až do podzimu 2014.

## Formát pořadu
V začátcích se vysílalo ze záznamu, moderátor si povídal s hostem či hosty ve studiu bez obecenstva. To se ale brzy změnilo a pořad získal podobu, jakou má v základních atributech i v současnosti. Tobogan se nyní vysílá živě, bez střihů a úprav, a to včetně živě hrané a zpívané hudby. Dříve se vysílal v Divadle u Hasičů. Od ledna 2017 se vysílá z rozhlasového studia S1 na Vinohradské 12 v Praze 2. Modifikacemi  pořadu jsou verze  Tobogan v pyžamu nebo Tobogan na vodítku.
Posluchači se v pořadu dozvídají zajímavosti o známých lidech, a to přímo z jejich úst. Pořad objevuje také nové zajímavé osobnosti nebo profese. Současně připomíná rovněž významná, ale třeba i zapomenutá kulturní, společenská nebo absurdní výročí a události. Do pořadu jsou zváni lidé se společnými sny nebo koníčky.

## Moderátoři
Prvním moderátorem byl Tomáš Sláma, pro něhož byl formát pořadu připraven. Na jeho obsahu spolupracoval se Sašou Vebrovou. Do svého předčasného odchodu měl na kontě 563 vysílání. Po jeho smrti 15. června 2004 to vypadalo, že Tobogan skončí. O pokračování v tradici se v září 2004 pokusila moderátorská dvojice Aleš Cibulka a Petr Jančařík ve spolupráci s Yvonou Žertovou jako dramaturgyní. Po dvou letech Petra Jančaříka na 3 měsíce vystřídal Jaroslav Dušek, od 1. ledna 2007 moderuje Tobogan pouze Aleš Cibulka. Dne 17. ledna 2015 byl odvysílán 1000. díl, pro Aleše Cibulku to byl díl s pořadovým číslem 396. Dne 28. února 2015 pak Cibulka odvysílal svůj 400. díl a 3. června 2023 svůj 750. díl.